# Улица Петра Кончаловского
У́лица Петра́ Кончало́вского — улица на юге Москвы в Даниловском районе Южного административного округа от бульвара Братьев Весниных.

## Происхождение названия
Бывший Проектируемый проезд № 7022 получил новое название в августе 2018 года в честь  русского советского живописца Петра Кончаловского (1876—1956), одного из основателей объединения «Бубновый валет». Одновременно 10 улиц в районе бывшей промышленной зоны завода имени Лихачева («ЗИЛ») были названы именами знаменитых художников, работников ЗИЛа, его основателей и директора..

## Описание
Улица начинается от бульвара Братьев Весниных как продолжение набережной Марка Шагала, проходит на юго-восток, переходит в улицу Ильи Чашника.